# Casa al carrer de la Cort, 25 (Valls)
La Casa al carrer de la Cort, 25 és una obra noucentista de Valls (Alt Camp) inclosa a l'Inventari del Patrimoni Arquitectònic de Catalunya.

## Descripció
Planta baixa dedicada a les oficines comercials del "Banco Espanyol de Credito- Banesto". hi ha tres plantes més. A la primera, com a les altres, hi ha quatre obertures que corresponen a finestres totalment rectangulars i emmarcades amb pedra.
A la segona planta, hi ha quatre balcons de molt poca volada i amb una llinda motllurada. A l'última, la tercera, les quatre finestres que hi ha tenen arcs de mig punt, en aquesta alçada de la façana, hi ha uns esgrafiats.
La façana queda rematada per una cornisa molt simple. Es tracta d'una façana equilibrada i simètrica. hi podenm veure tres baixants de desguàs.
Tot el conjunt arcuitectònic, pot considerar-se d'estil noucentista.